# Коді Крістіан
Коді Крістіан (англ. Cody Christian, 15 квітня 1995, Портленд, Мен, США) — американський актор. Він відомий своєю повторюваною роллю Майка Монтгомері в серіалі ABC Family/Freeform «Милі ошуканки» і роллю Тео Рейкена з п'ятого по шостий сезон серіалу MTV «Вовченя». Його нагороди включають номінації на Teen Choice Awards і BAFTA Game Award.
Зараз Крістіан грає роль Ашера Адамса, футболіста середньої школи, у телесеріалі The CW «Всеамериканський». Він також озвучував Клауда Страйфа у «Final Fantasy VII Remake», за що отримав нагороду BAFTA як виконавець у номінації на головну роль.

## Біографія
Крістіан — син індіанської матері, яка походить із нації Пенобскот і виросла в резервації в штаті Мен.

## Кар'єра
З 2010 по 2015 рік Крістіан грав Майка Монтгомері, молодшого брата Арії Монтгомері, у телесеріалі Freeform «Милі ошуканки».
Інші акторські заслуги включають появу в телесеріалах «Справжня кров», «Анатомія Грей» і зірковий гість «Знову до тебе» з Лаурою Марано, а також у фільмі 2011 року «Ірландець». Крістіан знявся у фільмі 2013 року «Дуже голодні ігри», пародії на фільми «Голодні ігри».
Він з'являється в сезонах 5 і 6 серіалу MTV "«Вовченя», де грає повторюваного персонажа, на ім'я Тео Рейкен, колишню людину, яку перетворили на гібридну істоту під назвою Химера — у його випадку, що володіє здібностями перевертня. У 2018 році Крістіан почав роль Ашера Адамса в телевізійному шоу The CW «Всеамериканський».
Як актор озвучення, Крістіан озвучував Клауда Страйфа у Final Fantasy VII Remake, Chocobo GP та Crisis Core: Final Fantasy VII Reunion та у Final Fantasy VII Rebirth.
26 червня 2020 року Крістіан був одним із випускників Teen Wolf, який взяв участь у спеціальному чаті на YouTube для пропаганди ізоляції та соціального дистанціювання під час пандемії COVID-19.

## Особисте життя
Мати Крістіана пережила рак молочної залози, і він проводив кампанію зі збору грошей на дослідження раку молочної залози.

## Фільмографія
| Рік       |    | Українська назва                       | Оригінальна назва                      | Роль               |
| --------- | -- | -------------------------------------- | -------------------------------------- | ------------------ |
| 2006      | кф | Глибокі таємниці Томмі Куглара         | The Profound Mysteries of Tommy Kuglar | Томмі Куглар       |
| 2006      | кф | Корндог толерантності                  | Corndog of Tolerance                   | Дитина             |
| 2007      | с  | Душевний стан                          | State of Mind                          | Адам               |
| 2007      | с  | Знову до тебе                          | Back to You                            | Ксандр Такер       |
| 2008      | с  | Справжня кров                          | True Blood                             | Хлопчик що кричить |
| 2009      | ф  | Сурогати                               | Surrogates                             | Кантер             |
| 2010      | с  | Анатомія Грей                          | Grey's Anatomy                         | Бред Вокер         |
| 2010—2015 | с  | Милі ошуканки                          | Pretty Little Liars                    | Майк Монтгомері    |
| 2011      | ф  | Ірландець                              | Kill the Irishman                      | Денні Грін         |
| 2012      | с  | Піддослідні                            | Lab Rats                               | Каван              |
| 2012      | с  | Прекрасні люди                         | Beautiful people                       | Кайл               |
| 2012      | с  | Тіло як доказ                          | Body of Proof                          | Грег Лух           |
| 2013      | ф  | Дуже голодні ігри                      | The Starving Games                     | Пітер Маларкі      |
| 2013      | с  | Остін і Еллі                           | Austin & Ally                          | Елліот             |
| 2013      | с  | Сверхвоїни                             | Supah Ninjas                           | Флінт Фостер       |
| 2014      | с  | Теле-тато у відставці                  | See Dad Run                            | Еван               |
| 2015      | ф  | Вбивство тварин                        | Killing Animals                        | Роберто            |
| 2015—2017 | с  | Вовченя                                | Teen Wolf                              | Тео Рейкен         |
| 2016      | ф  | Занурений                              | Submerged                              | Ділан              |
| 2018      | ф  | Нація убивць                           | Assassination Nation                   | Джонни             |
| 2018—2024 | с  | Всеамериканський                       | All American                           | Ашер Адамс         |
| 2020      | вг | Final Fantasy VII Remake               | Final Fantasy VII Remake               | Клауд Страйф       |
| 2021      | ф  | Горезвісний Нік                        | Notorious Nick                         | Нік Невел          |
| 2022      | вг | Chocobo GP                             | Chocobo GP                             | Клауд Страйф       |
| 2022      | вг | Crisis Core: Final Fantasy VII Reunion | Crisis Core: Final Fantasy VII Reunion | Клауд Страйф       |
| 2023      | ф  | Вистрибнути                            | Jump Out                               | Різал              |
| 2024      | вг | Final Fantasy VII Rebirth              | Final Fantasy VII Rebirth              | Клауд Страйф       |